# Segell de Maryland
El Gran Segell de l'Estat de Maryland és l'emblema oficial de l'estat de Maryland dels Estats Units. Oficialment, el seu servei és autentificar actes de l'Assemblea General de Maryland, i també s'utilitza per fins d'identificació a la major part d'edificis de l'estat. El seu disseny s'ha canviat diverses vegades al llarg de la història, tot i que el revers del segell actual representa el disseny original de l'època colonial.

## Història
El primer segell de la colònia va ser robat en 1645 per Richard Ingle durant la Guerra Civil Anglesa. Després de la restauració del govern, Cecil Calvert, 2n Baró de Baltimore, va enviar un nou segell, de disseny similar a l'original. Aquest segell, amb símbols de la família Calvert, va ser utilitzat fins després de la Revolució Americana, quan l'estat va adoptar un nou segell. Aquest tenia símbols republicans, com la Dama de la Justícia i un lema anglès, Industy the Means, Plenty the Result ("La indústria és el mitjà, l'abundància és el resultat").
L'any 1817, el símbol d'una àliga va ser utilitzat, amb el revers original després d'1854. En 1874, l'estat va restaurar el segell original de la família Calvert, amb correccions dels imatges i símbols en 1959 i 1969.

## Disseny

### Revers
El revers del segell ve de l'escut d'armes de George Calvert, primer baró de Baltimore. El seu fill, Cecil Calvert, és el fundador de la colònia de Maryland. A sota de l'escut es troba la lema de l'estat, Fatti Maschii, Parole Femine. De l'italià, es tradueix com "Obres d'homes, paraules de dones", o, oficialment, "Fets forts, paraules suaus". A la vora del segell es troba la inscripció, Scuto bonæ voluntatis tuæ coronasti nos, del verset 12 del Salm 5 de la Bíblia Vulgata. Es tradueix com Vostè ens ha coronat amb l'escut de la seva bona voluntat.

### Anvers

Anvers del Gran Segell de l'Estat de Maryland

L'anvers del segell representa Cecil Calvert, Baró de Baltimore, vestit com un cavaller i muntat en un cavall. Té una espasa al seu mà. Els gualdrapes del cavall mostren l'escut d'armes dels Calvert. La inscripció de la vora del segell mostra la frase en llatí, Cecilius Absolutus Dominus Terræ Mariæ et Avaloniæ Baro de Baltimore, que es tradueix com Cecil Calvert, Senyor Absolut de Maryland i Avalon, Baró de Baltimore.